# Beverly Aadland
Beverly Elaine Aadland (Hollywood, 16 de setembre de 1942 – Lancaster, 5 de gener de 2010) va ser una actriu de cinema estatunidenca durant la dècada de 1950.
El 1961, la mare de Beverly, Florence Aadland, deia al llibre The Big Love que l'actor Errol Flynn va tenir una relació sexual amb la seva filla quan tenia de 15 anys. Més tard es va convertir en una obra que protagonitzà Tracey Ullman. Beverly Aadland donava compte de la seva relació amb Flynn a People el 1988.
Era amb Flynn quan va morir d'un atac de cor el 14 d'octubre de 1959 a Vancouver, Colúmbia Britànica.
Beverly Aadland va morir el 5 de gener de 2010 a l'Hospital de la Comunitat de Lancaster. La causa de mort va ser a causa de complicacions de diabetis i insuficiència cardíaca congestiva.

## Filmografia
- South Pacific (1958) com Infermera en la Demostració de Thanksgiving.
- Cuban Rebel Girls (1959) interpretant a Beverly Woods.